# پل گاران
پل گاران (کردلان) مربوط به دوران‌های تاریخی پس از اسلام - دوره صفوی است و در شهرستان مریوان، کنار جاده مریوان به سقز، کیلومتری ۱۲ جاده گاران واقع شده این پل تاریخی توسط حکام اردلان ساخته شده است و این اثر در تاریخ ۲۵ اسفند ۱۳۷۹ با شمارهٔ ثبت ۳۵۹۱ به‌عنوان یکی از آثار ملی ایران به ثبت رسیده است.